# Fran Vesel
Pour les articles homonymes, voir Vesel.
Fran Vesel est un photographe yougoslave né le 20 décembre 1884 à Ljubljana et mort le 7 mars 1944 dans cette même ville. Il est le neveu du peintre Ferdo Vesel.

## Galerie

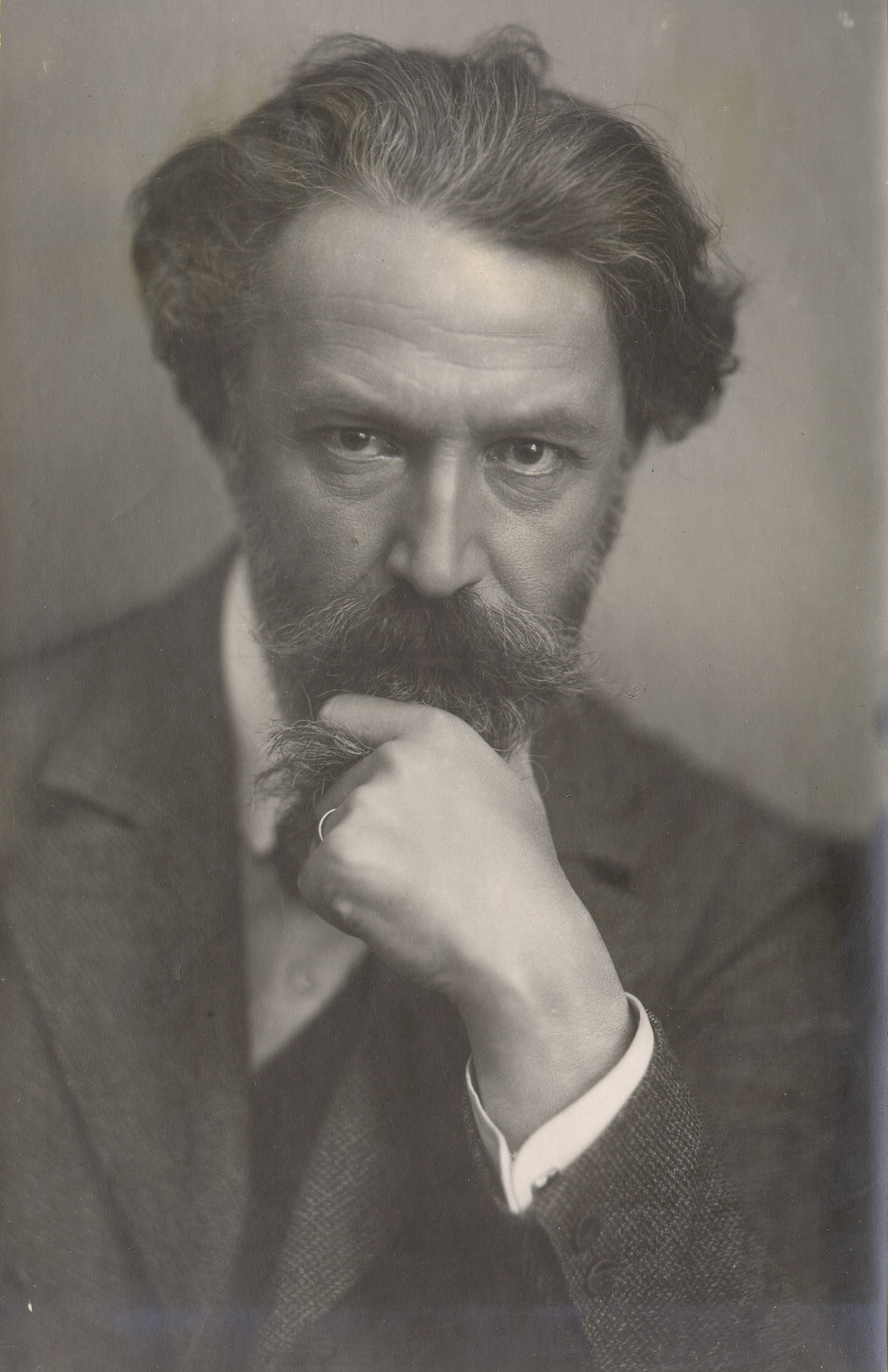
Rihard Jakopič.
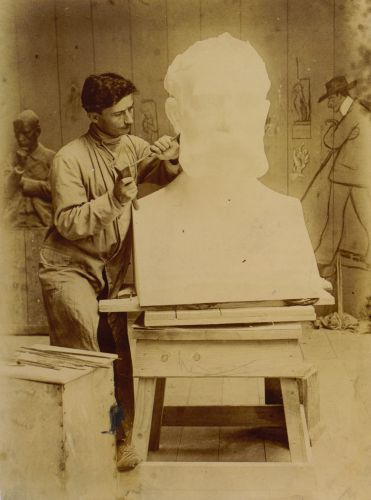
Svitoslav Peruzzi.
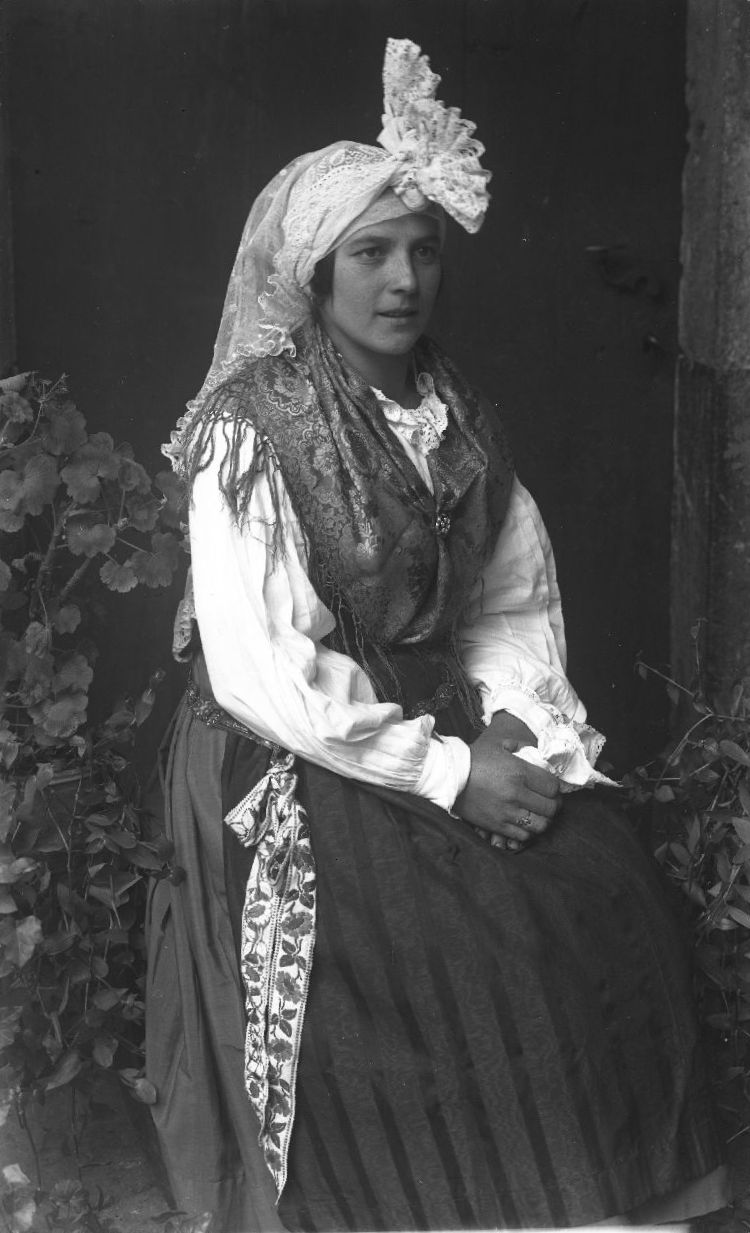
Femme en costume traditionnel.
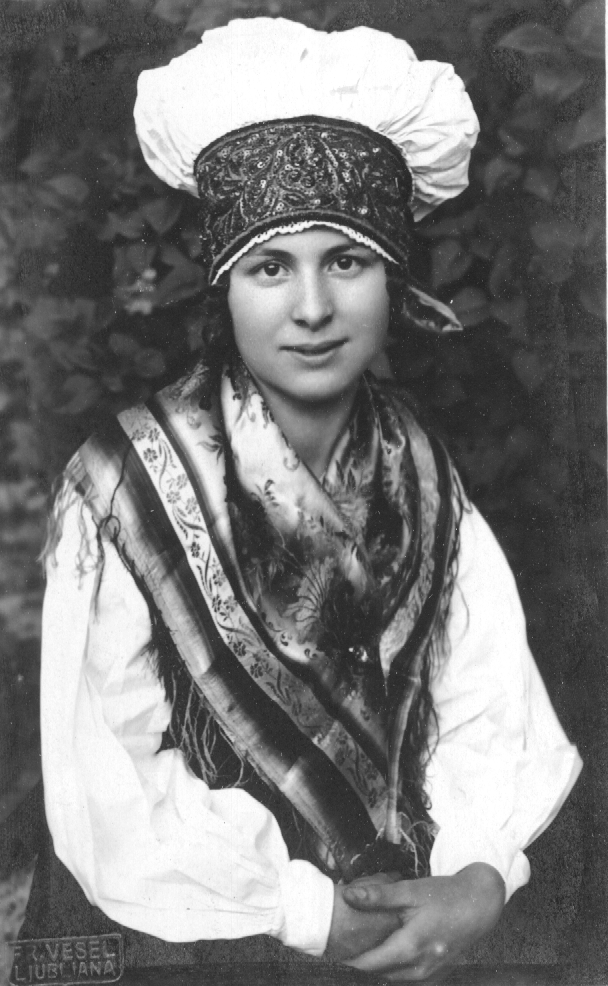
Femme en costume traditionnel.
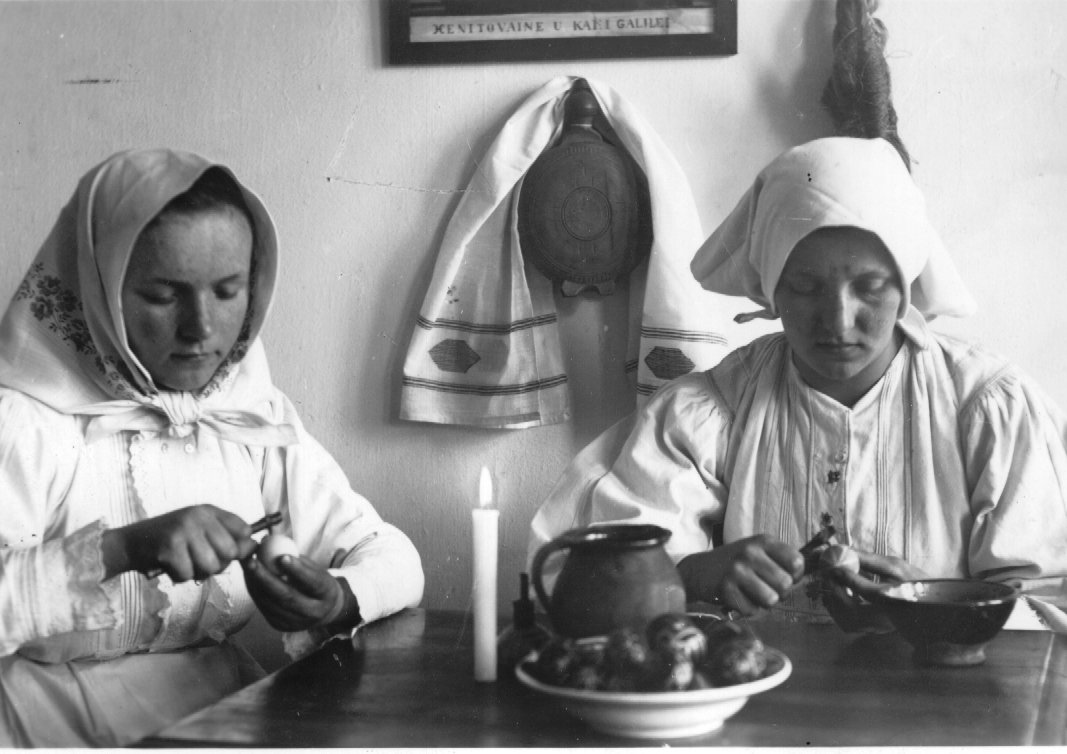
Coloration d'œufs de Pâques en Carniole-Blanche.
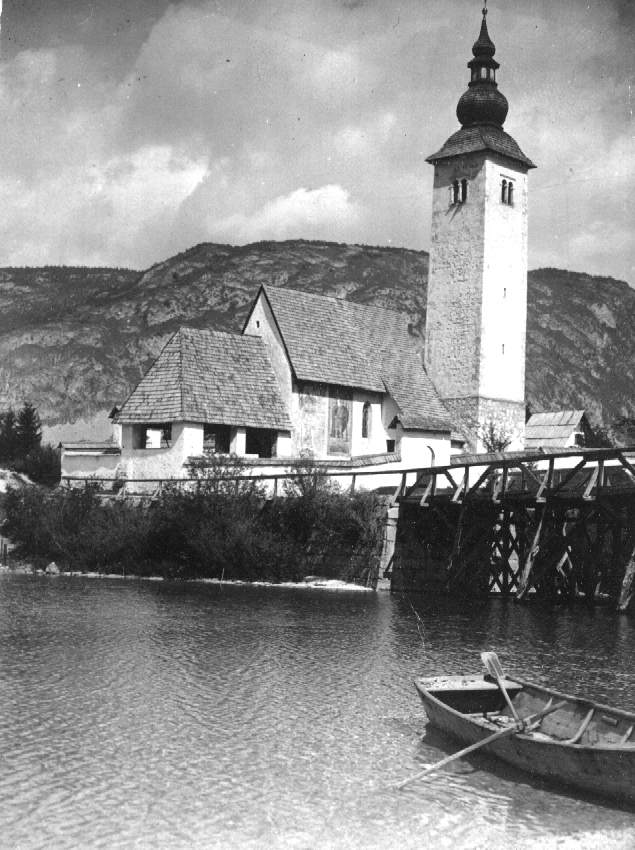
Ribčev Laz (en) et le lac de Bohinj.
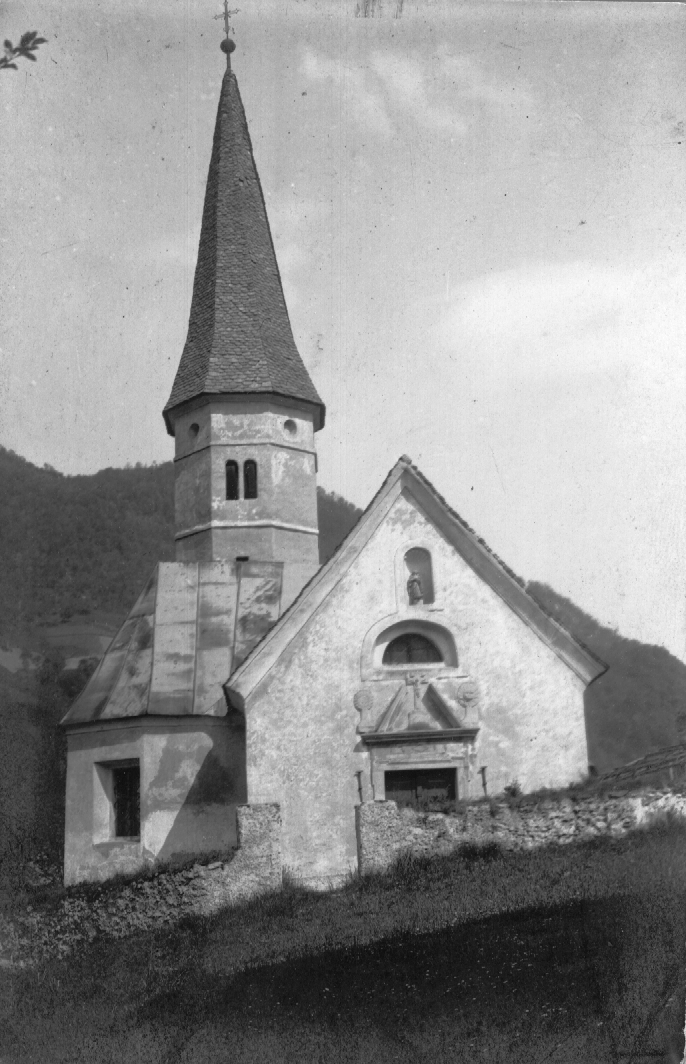
Hrastnik.

Wikimedia Commons possède d’autres photographies de Fran Vessel.